# 柏林 (堪薩斯州)
柏林（英語：Berlin）為位在美國堪薩斯州波旁縣的非建制地區。

## 歷史
1879年3月14日，郵政局於柏林開業，之後持續營業直到1903年10月31日歇業。